# 昆士蘭海馬
昆士蘭海馬為輻鰭魚綱棘背魚目海龍魚科的其中一種，分布於西太平洋區的澳洲昆士蘭海域，棲息深度20-63公尺，體長可達11.6公分，棲息在礫石底質或海草床海域，屬肉食性，以小型甲殼類為食，卵胎生。